# Atletica leggera ai Giochi della XVII Olimpiade
Ai Giochi della XVII Olimpiade di Roma nel 1960 vennero assegnati 34 titoli in gare di atletica leggera, di cui 24 maschili e 10 femminili
- Durata del programma: dal 31 agosto al 10 settembre
- Nazioni partecipanti: 73
- Numero di atleti iscritti: 1016, di cui 812 uomini e 204 donne[1]
- Sede delle gare: Stadio Olimpico
- Programma femminile: vengono reintrodotti gli 800 metri, già comparsi ad Amsterdam 1928.
- Nell'atletica maschile: 5 nuovi record mondiali, 15 nuovi record olimpici
- Nell'atletica femminile: 4 nuovi record mondiali, 4 nuovi record olimpici

## Partecipazione
Egitto, Iraq, Paesi Bassi, Svizzera e Spagna ritornano ai Giochi dopo il boicottaggio del 1956.
A Roma sono presenti 72 squadre nazionali, il numero più alto raggiunto finora:
| Paese                     | Atleti |
| ------------------------- | ------ |
| Afghanistan               |        |
| Argentina                 |        |
| Australia                 | 28     |
| Austria                   | 9      |
| Bahamas                   |        |
| Belgio                    | 12     |
| Brasile                   |        |
| Bulgaria                  | 8      |
| Canada                    | 16     |
| Cecoslovacchia            | 28     |
| Ceylon                    |        |
| Cile                      |        |
| Corea del Sud             |        |
| Cuba                      |        |
| Danimarca                 | 9      |
| Rep. Araba Unita          |        |
| Etiopia                   |        |
| Figi                      |        |
| Filippine                 |        |
| Finlandia                 | 26     |
| Francia                   | 36     |
| Squadra Unificata Tedesca | 90     |
| Ghana                     |        |
| Giappone                  | 20     |
| Gran Bretagna             | 61     |
| Grecia                    | 19     |
| Guyana britannica         |        |
| Guyana olandese           |        |
| India                     | 11     |
| Indie Occidentali         |        |
| Indonesia                 |        |
| Iran                      |        |
| Iraq                      |        |
| Irlanda                   | 9      |
| Islanda                   |        |
| Israele                   |        |
| Italia                    | 47     |
| Jugoslavia                | 22     |
| Kenya                     |        |
| Libano                    |        |
| Liberia                   |        |
| Liechtenstein             |        |
| Lussemburgo               |        |
| Malesia                   |        |
| Marocco                   | 8      |
| Messico                   |        |
| Nigeria                   | 8      |
| Norvegia                  | 11     |
| Nuova Zelanda             | 14     |
| Paesi Bassi               | 10     |
| Pakistan                  | 12     |
| Panama                    |        |
| Polonia                   | 49     |
| Portogallo                |        |
| Porto Rico                |        |
| Rhodesia                  |        |
| Romania                   | 9      |
| Spagna                    | 13     |
| Stati Uniti               | 81     |
| Sudafrica                 |        |
| Sudan                     |        |
| Svezia                    | 26     |
| Svizzera                  | 21     |
| Taiwan                    |        |
| Thailandia                | 8      |
| Tunisia                   | 11     |
| Turchia                   | 13     |
| Uganda                    |        |
| Ungheria                  |        |
| Unione Sovietica          | 81     |
| Uruguay                   |        |
| Venezuela                 |        |

È la prima partecipazione assoluta nell'atletica leggera per:
- quattro Stati sovrani: Marocco, Sudan, Tunisia e Libano[4];
- due colonie britanniche: Barbados e Rhodesia.

Giamaica e Trinidad e Tobago, che partecipano ai Giochi sin dal 1948, si sono uniti nella Federazione delle Indie Occidentali.
Per l'occasione è entrata nel sodalizio anche l'isola di Barbados, che partecipa ai Giochi per la prima volta.
Ritornano: Afghanistan (seconda partecipazione dopo quella del 1936), Ghana, Liechtenstein, Panamà (assente per due edizioni), Portogallo e Turchia.
Rinunciano invece Colombia e Singapore.

## Il punto tecnico
Piano piano, edizione dopo edizione, le gare vengono distribuite su un numero maggiore di giorni dando più respiro agli atleti. Maggiore possibilità di recupero significa maggiore efficienza muscolare e minore possibilità di incorrere in infortuni.
- 400 metri piani (54 atleti): i quattro turni si svolgono in tre giorni diversi. Fino al 1956 invece la gara cominciava e finiva in due giorni. Per la prima volta la semifinale e la finale dei 400 metri si disputano in due giorni distinti;
- 400 metri ostacoli (34 atleti): i tre turni si disputano in tre giorni diversi. Fino al 1956 invece la gara era concentrata in due giorni, con batterie e semifinali nello stesso giorno;
- 800 metri (51 atleti): quattro turni distribuiti su tre giorni consecutivi (confermato);
- 1500 metri (39 atleti): tra i due turni intercorrono tre giorni.

Torna nel programma femminile il mezzofondo: vengono reinseriti gli 800 metri. La gara si era svolta una sola volta ad Amsterdam 1928 e poi non era stata più confermata. Ai Campionati europei era stata inserita nel programma per la prima volta nel 1954.
Grazie alla presenza dello statistico inglese Bob Sparks (membro dell'Associazione internazionale degli statistici di atletica leggera, ATFS), anche in questa edizione dei Giochi i tempi elettrici sono resi di pubblico dominio.

## Medagliere
| Posizione | Paese             | Oro | Argento | Bronzo | Totale |
| --------- | ----------------- | --- | ------- | ------ | ------ |
| 1         | Stati Uniti       | 12  | 8       | 6      | 26     |
| 2         | Unione Sovietica  | 11  | 5       | 5      | 21     |
| 3         | Germania          | 2   | 8       | 3      | 13     |
| 4         | Polonia           | 2   | 2       | 3      | 7      |
| 5         | Nuova Zelanda     | 2   | 0       | 1      | 3      |
| 6         | Gran Bretagna     | 1   | 3       | 4      | 8      |
| 7         | Australia         | 1   | 2       | 1      | 4      |
| 8         | Italia            | 1   | 0       | 2      | 3      |
| 9         | Romania           | 1   | 0       | 1      | 2      |
| 10        | Etiopia           | 1   | 0       | 0      | 1      |
| 11        | Ungheria          | 0   | 1       | 2      | 3      |
| 12        | Francia           | 0   | 1       | 1      | 2      |
| 13        | Belgio            | 0   | 1       | 0      | 1      |
| 13        | Marocco           | 0   | 1       | 0      | 1      |
| 13        | Svezia            | 0   | 1       | 0      | 1      |
| 13        | Cecoslovacchia    | 0   | 1       | 0      | 1      |
| 13        | Taiwan            | 0   | 1       | 0      | 1      |
| 18        | Indie Occidentali | 0   | 0       | 2      | 2      |
| 19        | Finlandia         | 0   | 0       | 1      | 1      |
| 19        | Sudafrica         | 0   | 0       | 1      | 1      |
| Totale    | Totale            | 34  | 35      | 33     | 102    |